# Maestro dell'Altare di Nicolas Puchner
Il Maestro dell'Altare di Nicolas Puchner (fl. XV secolo) è stato un pittore anonimo ceco attivo alla fine del XV secolo.
L'anonimo artista boemo, probabilmente formatosi a Colonia nella bottega del Maestro della Passione di Lyversberg, guardando alla pittura di Rogier van der Weyden e di Dirk Bouts, deve il suo nome all'altare smembrato commissionato da Nicolas Puchner, gran maestro dell'ordine dei sacerdoti della Croce, eseguito nel 1482, di cui rimangono sei tavole a Praga.